# Permiso de trabajo (España)
Permiso de trabajo, en España, es el documento administrativo que necesitan los ciudadanos extranjeros para trabajar en el país.

## Regulación
La regulación para el trabajo de extranjeros en España, está regulado por la Ley Orgánica 14/2003, conocida como Ley de Extranjería, en cuyo articulado establece lo siguiente para que los ciudadanos extranjeros puedan trabajar en España.
Los extranjeros mayores de 16 años que deseen ejercer en España una actividad lucrativa, laboral o profesional, por cuenta propia o ajena, habrán de obtener previamente la correspondiente autorización administrativa para trabajar.
Este régimen no se aplicará a los nacionales de los Estados miembros de la Unión Europea, a los nacionales de terceros Estados a quienes, por razón de parentesco, sea de aplicación el régimen comunitario con la excepción de los nacionales de los nuevos Estados (salvo Chipre y Malta) que se incorporaron a la Unión Europea el 1 de mayo de 2004, por la aplicación de un período transitorio de dos años desde esa fecha por parte de España.